# Юрчинська Надія Остапівна
Надія Остапівна Юрчинська (псевдо Ліда; 1915, с. Стопчатів, нині Україна — 1941, м. Чортків, нині Україна) — учасниця національно-визвольних змагань, громадська діячка. Член та зв’язкова ОУН. Дочка Остапа Юрчинського. Сестра Мирослави, Олени та Юрія Юрчинських.

## Життєпис
Надія Юрчинська народилася 1915 року у селі Стопчатівцях, нині Яблунівської громади Косівського району Івано-Франківської области України.
Навчалася у Чортківській та Коломийській гімназіях.
Член «Просвіти», «Союзу українок», спортивного товариства «Сокіл» у Чорткові. Голова Чортківського та Борщівського повітового проводу ОУН (псевдо — «Ліда»)
Заарештована 4 червня 1940 року ВДБ УНКВС у Тернопільській области (ст. 54-2, 54-11 КК УРСР). Засуджена 20 лютого 1941 року Тернопільським облсудом на смертну кару і закатована в Чортківській тюрмі. Після втечі більшовиків з Чорткова, її тіло впізнали серед закатованих по довгих русявих косах (таких в навколишніх селах не було). Реабілітована 11 грудня 1992 року (9855-П).

## Пам'ять
У сквері поруч з будинком Чортківській в'язниці було встановлено пам’ятник закатованим у липні 1941. Обеліск у формі хреста із заґратованим тюремним віконцем у верхній частині та барельєфом Надії Юрчинської всередині.